# Бєляєва Раїса Андріївна
Бєляєва Раїса Андріївна (уроджена Гуріна, нар. 16 січня 1947, Харків) — український літератор, мемуарист і кінознавець. Живе в Києві.

## Біографія
Раїса Андріївна Бєляєва (Гуріна) народилася у 1947 році на окраїні Харкова — Холодній горі, де й пройшли роки дитинства та юності. Часто відвідувала Київ, де проживав брат:
|  | Літо я провела в Києві, в брата-фізика, де написала перші вірші про Голосіївський ліс. рос. «Не трогайте меня, я сплю, укрыта листьями и травами…» Дієслово «сплю» невдале, але, як з'ясувалося з роками, символічно римувалось з дієсловом «живу». Мені шістнадцять років, і кожну мить сповнена щастям щастя і очікування чогось ще більш радісного. |

У 1964-66 роках брала участь у роботі літературної студії «БК Зв'язку і автошосдор», керівником якої був Борис Олексійович Чичибабін. Борис Чичибабін вважав Раю Гуріну найкращою і найближчою своєю ученицею. Про діяльність студії Раїса Гуріна вела нотатки в щоденнику:
|  | «Студія Чичибабіна» — казенний зальчик місць на двісті з рядами бувалих стільців, зчеплених міцно, як в провінційному клубі («щоб не забрали»). На ламбрекені сцени транспарант, звичайно ж «Мистецтво належить народу І. Крамський». Неділя, полудень (майже по Ахматовій). За вікнами вже листопадові голі гілки. Зал майже повний. Обстановка вільна — люди заходять, слухають, читають, розмовляють, виходять. Публіка різношерста. Тридцятирічні фізики в джинсах (зовсім новий, багатьом недоступний, закордонний вид одягу), грубих светрах — самов'язка «а-ля Хемінгуей», з борідками й без, гуманітарна інтелігенція. |

Ранні вірші поетеси були далекі від стандартів 60-х років, які спирались на творчість Маяковського, Пастернака, Мандельштама, Вознесенського. Найбільше по стилю поетики Раїса Гуріна була наближена до раннього Н. А. Заболоцького:
Борис Чичибабін сподівався, що Гуріна серйозно буде займатись поезією:
|  | Мила Раю Гуріна, з тривогою і надією стежу за твоїм шляхом. Дуже хочеться вірити, що те світле, гармонійне, пушкінське, що чулося мені в твоїх перших віршах, переможе сум'яття і морок, через які ти неминуче повинна пройти. Незважаючи ні на що, треба вірити в життя, в його складну простоту, в його гармонію і сенс. Бережи в собі дівчинку, ніколи не зраджуй Поезії, будь здорова й щаслива. Борис Чичибабін. |

Але сподівання поета були марні: спочатку Раїса припинила читати вірші, які складала, а згодом перестала їх записувати, вважаючи недосконалими, обравши шлях науки. Закінчивши філологічний факультет Харківського університету та кінофакультет Київського інституту театрального мистецтва, стала кінознавцем, кіноредактором, автором численних статей, присвячених вітчизняної кінематографії 70—90-х років.
Була упорядником першого в Україні (1996) анотованого наукового каталогу «Сто фільмів українського кіно», який приурочувався 100-річчю світового кінематографа в рамках проекту ЮНЕСКО «Національна кінематографічна спадщина». Бєляєва Раїса Андріївна — член Спілки кінематографістів України. В даний час проживає в Києві.

## Основні твори
Фрагменти з мемуарної повісті Раїса Гуріна (Бєляєва) — «IMAGO. Записки про Холодну Гору» — друкувала в харківському тижневику «Нова демократія» і в літературному журналі «©оюз Писателей» (2007). Найповніша версія спогадів опублікована в дев'ятому випуску альманаху «Рубіж» (2009). У 2010 році оповідання Раїса Гуріної (Бєляєвої) з'явилися в журналі «Kreschatik» і в літературному огляді «Зарубіжні задвірки» (Німеччина).